# Tchadisk arabisk (sprog)
Tchadisk arabisk eller Shuwa-arabisk er en variant af arabisk talt i Tchad. Det er modersmål for 750.000 tchadere.

## Eksterne links
- Ethnologue report for language code: shu.

| Sprog | Spire Denne artikel om sprog er en spire som bør udbygges. Du er velkommen til at hjælpe Wikipedia ved at udvide den. |